# Seznam pobratenih občin v Sloveniji
To je seznam občin v Sloveniji, ki imajo stalne vezi z lokalnimi skupnostmi v drugih državah, znane kot »pobratena mesta«.

## A
Ajdovščina
- Džurong, Kitajska

## B
Bled
- Briksen, Italija
- Doberdob, Italija
- Henley-on-Thames, Anglija, Združeno kraljestvo
- Vrba na Koroškem, Avstrija
- Vračar (Beograd), Srbija

Bohinj
- Ramsau am Dachstein, Avstrija
- Rožek, Avstrija
- Stari Grad, Hrvaška

Bovec
- Prijedor, Bosna in Hercegovina
- Sedegliano, Italija
- Čenta, Italija

Brda
- Barban, Hrvaška
- Krmin, Italija
- Bistrica pri Pliberku, Avstrija
- Matulji, Hrvaška
- Števerjan, Italija

Brežice
- Dobřany, Češka

## C
Cankova
- Łączna, Poljska
- Šmarješke Toplice, Slovenija

Celje
- Budva, Črna gora
- Ćuprija, Srbija
- Doboj, Bosna in Hercegovina
- Gaziantep, Turčija
- Grevenbroich, Nemčija
- Šabac, Srbija
- Ščjolkovo, Rusija
- Singen, Nemčija
- Sisek, Hrvaška
- Slavonski Brod, Hrvaška
- Sombor, Srbija
- Veles, Severna Makedonija

Cerklje na Gorenjskem
- Medulin, Hrvaška
- Petrovec, Severna Makedonija

Cerkno
- Cassacco, Italija

Črna na Koroškem
- Podklošter, Avstrija

Črnomelj
- Antillo, Italija
- Duga Resa, Hrvaška
- Negotino, Severna Makedonija
- Terzo di Aquileia, Italija

## D
Destrnik
- Petrijanec, Hrvaška

Divača
- Škocjan ob Soči, Italija
- Škocjan v Podjuni, Avstrija

Domžale
- Euclid, ZDA
- Koprivnica, Hrvaška
- Rüti, Švica

Dravograd
- Frýdlant nad Ostravicí, Češka
- Lučani, Srbija

## G
Gorenja Vas–Poljane
- Planá nad Lužnicí, Češka

Gornja Radgona
- Radgona, Avstrija
- Bruchsal, Nemčija
- Mladenovac (Beograd), Srbija

Gornji Grad
- Gospa Sveta, Avstrija

## H
Hrastnik
- Raška, Srbija

## I
Idrija
- Abbadia San Salvatore, Italija
- Almadén, Španija
- Aumetz, Francija
- Labin, Hrvaška
- Lepoglava, Hrvaška
- San Luis Potosí, Mehika

Ilirska Bistrica
- Devin - Nabrežina, Italija
- Opatija, Hrvaška

Ivančna Gorica
- Hirschaid, Nemčija

Izola
- Międzyzdroje, Poljska
- Pezinok, Slovaška
- Sutrio, Italija
- Monošter, Madžarska
- Tolentino, Italija
- Treptow-Köpenick (Berlin), Nemčija
- Tropea, Italija

## J
Jesenice
- Nagold, Nemčija
- Šentjakob v Rožu, Avstrija
- Trbiž, Italija
- Valjevo, Srbija

## K
Kamnik
- Andechs, Nemčija
- Budva, Črna gora
- Trofaiach, Avstrija

Kidričevo
- Crikvenica, Hrvaška

Kočevje
- Halluin, Francija
- Lübbenau, Nemčija
- Oer-Erkenschwick, Nemčija
- Prokuplje, Srbija
- Rab, Hrvaška
- Dolina, Italija
- Špital ob Dravi, Avstrija

Koper
- Buzet, Hrvaška
- Ferrara, Italija
- Džjudžjang, Kitajska
- Milje, Italija
- Dolina, Italija
- Žilina, Slovaška

Kranj
- Banjaluka, Bosna in Hercegovina
- Bitola, Severna Makedonija
- Büyükçekmece, Turčija
- La Ciotat, Francija
- Colorado Springs, ZDA
- Doberdob, Italija
- Železna Kapla - Bela, Avstrija
- Grožnjan, Hrvaška
- Herceg Novi, Črna gora
- Kočani, Severna Makedonija
- Kotor Varoš, Bosna in Hercegovina
- Oldham, Anglija, Združeno kraljestvo
- Pulj, Hrvaška
- Rivoli, Italija
- Senta, Srbija
- Beljak, Avstrija
- Zemun (Beograd), Srbija
- Džangdžjakov, Kitajska

Kranjska Gora
- Santa Marinella, Italija
- Trogir, Hrvaška
- Waasmunster, Belgija

Krško
- Bajina Bašta, Srbija
- Cernavodă, Romunija
- Chantepie, Francija
- Obrigheim, Nemčija
- Přeštice, Češka

Kungota
- Foëcy, Francija
- Lučane na Vinski cesti, Avstrija

## L
Laško
- Mionica, Srbija
- Pliezhausen, Nemčija
- Trstenik, Srbija

Lendava
- Budavár (Budimpešta), Madžarska[40]
- Lentiba, Madžarska[41]
- Monošter, Madžarska[42]
- Törökszentmiklós, Madžarska[43]
- Jageršek, Madžarska[44]

Ljubljana
- Ankara, Turčija
- Atene, Grčija
- Baku, Azerbajdžan
- Beograd, Srbija
- Bratislava, Slovaška
- Bruselj, Belgija
- Chemnitz, Nemčija
- Čengdu, Kitajska
- Cleveland, ZDA
- Gradec, Avstrija
- Leverkusen, Nemčija
- Moskva, Rusija
- Moskovska oblast, Rusija
- Parma, Italija
- Pesaro, Italija
- Ploče, Hrvaška
- Reka, Hrvaška, Hrvaška
- Sarajevo, Bosna in Hercegovina
- Skopje, Severna Makedonija
- Sousse, Tunizija
- Tbilisi, Gruzija
- Wiesbaden, Nemčija
- Zagreb, Hrvaška

Ljutomer
- Fulnek, Češka
- Užice, Srbija
- Wermsdorf, Nemčija

Logatec
- Gacko, Bosna in Hercegovina
- Repentabor, Italija

Lukovica
- Amaroni, Italija
- Sankt Lambrecht, Avstrija

## M
Maribor
- Čongčing, Kitajska
- Gradec, Avstrija
- Greenwich, Anglija, Združeno kraljestvo
- Hangdžov, Kitajska
- Džinan, Kitajska
- Kharkiv, Ukrajina
- Kraljevo, Srbija
- Marburg, Nemčija
- Osijek, Hrvaška
- Pétange, Luksemburg
- Pueblo, ZDA
- Sankt Peterburg, Rusija
- Sombotel, Madžarska
- Videm, Italija

Medvode
- Crest, Francija

Metlika
- Ronke, Italija
- Wagna, Avstrija

Mežica
- Podklošter, Avstrija
- Šudžov, Kitajska

Moravče is a member of the Charter of European Rural Communities, a town twinning association across the European Union, alongside with:
- Bienvenida, Španija
- Bièvre, Belgija
- Bucine, Italija
- Cashel, Irska
- Cissé, Francija
- Desborough, Anglija, Združeno kraljestvo
- Esch (Haaren), Nizozemska
- Hepstedt, Nemčija
- Ibănești, Romunija
- Kandava (Tukums), Latvija
- Kannus, Finska
- Kolindros, Grčija
- Lassee, Avstrija
- Medzev, Slovaška
- Næstved, Danska
- Nagycenk, Madžarska
- Nadur, Malta
- Ockelbo, Švedska
- Pano Lefkara, Ciper
- Põlva, Estonija
- Samuel (Soure), Portugalska
- Slivo Pole, Bolgarija
- Starý Poddvorov, Češka
- Strzyżów, Poljska
- Tisno, Hrvaška
- Troisvierges, Luksemburg
- Žagarė (Joniškis), Litva

Moravske Toplice
- Biograd na Moru, Hrvaška

Murska Sobota
- Bethlehem, ZDA
- Ingolstadt, Nemčija
- Paraćin, Srbija
- Podstrana, Hrvaška
- Turnov, Češka

## N
Naklo
- Nakło nad Notecią, Poljska

Nova Gorica
- Aleksandrovac, Srbija
- Gevgelija, Severna Makedonija
- Celovec, Avstrija
- Latina, Italija
- Otočac, Hrvaška
- San Vendemiano, Italija

Novo mesto
- Bihać, Bosna in Hercegovina
- Pokrajina Brescia, Italija
- Herceg Novi, Črna gora
- Langenhagen, Nemčija
- Toruń, Poljska
- Trnava, Slovaška
- Vilafranca del Penedès, Španija
- Jišing, Kitajska

## O
Ormož
- Bytom, Poljska

## P
Piran
- Acqualagna, Italija
- Bjugn, Norveška
- Castel Goffredo, Italija
- Indianapolis, ZDA
- Karşıyaka, Turčija
- Mangalia, Romunija
- Oglej, Italija
- Ohrid, Severna Makedonija
- Porano, Italija
- Žitara vas, Avstrija
- Tivat, Črna gora
- Valletta, Malta
- Vis, Hrvaška

Pivka
- Durach, Nemčija

Postojna
- Supetar, Hrvaška

Ptuj
- Aranđelovac, Srbija
- Banská Štiavnica, Slovaška
- Burghausen, Nemčija
- Ohrid, Severna Makedonija
- Saint-Cyr-sur-Loire, Francija
- Varaždin, Hrvaška

Puconci
- Ćićevac, Srbija
- Tordas, Madžarska
- Zabok, Hrvaška

## R
Radlje ob Dravi
- Crikvenica, Hrvaška

Radovljica
- Ivančice, Češka
- Sondrio, Italija
- Svilajnac, Srbija

Ravne na Koroškem
- Đakovo, Hrvaška

Ribnica
- Arcevia, Italija

Ruše
- Fažana, Hrvaška
- Rozier-en-Donzy, Francija
- Těšany, Češka

## S
Šempeter - Vrtojba
- Hodiše, Avstrija
- Medeja, Italija
- Romanž na Soči, Italija

Šentjernej
- Svrljig, Srbija

Šentjur
- Jirkov, Češka
- Neu-Anspach, Nemčija
- Požega, Srbija
- Saint-Florent-sur-Cher, Francija

Sevnica
- Nové Zámky, Slovaška

Sežana
- Montbrison, Francija
- Rab, Hrvaška
- Sant'Ambrogio di Valpolicella, Italija
- Sant'Ambrogio sul Garigliano, Italija

Škofja Loka is a member of the Douzelage, a town twinning association of towns across the European Union. Škofja Loka also has several other twin towns.
Douzelage
- Agros, Ciper
- Altea, Španija
- Asikkala, Finska
- Bad Kötzting, Nemčija
- Bellagio, Italija
- Bundoran, Irska
- Chojna, Poljska
- Granville, Francija
- Holstebro, Danska
- Houffalize, Belgija
- Judenburg, Avstrija
- Kiseg, Madžarska
- Marsaskala, Malta
- Meerssen, Nizozemska
- Niederanven, Luksemburg
- Oxelösund, Švedska
- Preveza, Grčija
- Rokiškis, Litva
- Rovinj, Hrvaška
- Sesimbra, Portugalska
- Sherborne, Anglija, Združeno kraljestvo
- Sigulda, Latvija
- Siret, Romunija
- Sušice, Češka
- Trjavna, Bolgarija
- Türi, Estonija
- Zvolen, Slovaška

Other
- Freising, Nemčija
- Maasmechelen, Belgija
- Medicina, Italija
- Obervellach, Avstrija
- Sovodnje ob Soči, Italija
- Smederevska Palanka, Srbija
- Tábor, Češka
- Sele, Avstrija

Slovenj Gradec
- Český Krumlov, Češka
- Gornji Milanovac, Srbija
- Hauzenberg, Nemčija
- Myōkō, Japonska
- Morphou, Ciper
- Vöcklabruck, Avstrija

Slovenske Konjice
- Biograd na Moru, Hrvaška
- Gornja Stubica, Hrvaška
- Hlohovec, Slovaška
- Hranice, Češka
- Kosjerić, Srbija
- Križevci, Hrvaška
- Sollefteå, Švedska
- Tolfa, Italija
- Zvjozdni gorodok, Rusija

Šmarješke Toplice
- Cankova, Slovenija
- Teplice nad Bečvou, Češka

## T
Tolmin
- Vicchio, Italija
- Beljak, Avstrija

Trbovlje
- Lazarevac (Beograd), Srbija
- Sallaumines, Francija
- Valandovo, Severna Makedonija

Tržič
- Dabas, Madžarska
- Borovlje, Avstrija
- Ludbreg, Hrvaška
- Sainte-Marie-aux-Mines, Francija
- Zaječar, Srbija

## V
Velenje
- Albacete, Španija
- Esslingen am Neckar, Nemčija
- Lukavac, Bosna in Hercegovina
- Neath Port Talbot, Valizija, Združeno kraljestvo
- Pljevlja, Črna gora
- Prievidza, Slovaška
- Prijedor, Bosna in Hercegovina
- Schiedam, Nizozemska
- Split, Hrvaška
- Valjevo, Srbija
- Vienne, Francija

Vipava
- Ilok, Hrvaška
- Lumbin, Francija

Vrhnika
- Čapljina, Bosna in Hercegovina
- Gonars, Italija
- Jolkos, Grčija

## Z
Zagorje ob Savi
- Aleksinac, Srbija
- Havířov, Češka
- Kemnath, Nemčija
- Omiš, Hrvaška
- Stari Grad, Hrvaška

Žalec
- Žatec, Češka

Zreče
- Rača, Srbija
- Sedbergh, Anglija, Združeno kraljestvo

Žužemberk
- Čachtice, Slovaška
- Golubac, Srbija
- Pregrada, Hrvaška